# 297-ма стрілецька дивізія
297-ма стрілецька Кременчуцька дивізія — стрілецька дивізія, загальновійськове з'єднання РСЧА в часи німецько-радянської війни.

## Історія з'єднання

### Перше формування
Період у складі армії: 03.08.1941 - 13.07.1942.
9 серпня 1941 року фашистські війська зайняли Крюків. Оборона Кременчука була покладена на 297-му стрілецьку дивізію (СД) 38-ї армії (А) Південно-Західного фронту.
Дивізія сформована в серпні 1941 року в м. Лубни протягом 10 днів. Командиром дивізії було призначено полковника Афанасьєва Г. А.
Штаб 297-ї стрілецької дивізії знаходився у підвальному приміщенні технікуму СПТУ-26, колишній Притулок для сиріт імені Г.Чуркіна, зведена 1910 року на кошти купця Г. Є. Чуркіна. В будівлі училища з 1925 до середини 1930-х рр. знаходився індустріальний технікум, а потім ремісниче училище.
Основний контингент дивізії складали студенти, робітники, медики, багато з яких не вміли поводитися зі зброєю.

### Друге формування
Період у складі діючої армії: 26.07.1943 - 29.08.1945

## Склад

### Перше формування
- 1055-й, 1057-й та 1059-й стрілецькі полки;
- 824-й артилерійський полк (до 15.12.41 р.),
- 415-та зенітна артилерійська батарея (583 окремий зенітний артилерійський дивізіон) — з 20.08.41 р.;
- 357-ма (557-ма) розвідувальна рота;
- 593-й саперний батальйон;
- 758-й окремий батальйон зв'язку;
- 342-й медико-санітарний батальйон;
- 391-ша окрема рота хімічного захисту (з 01.09.41 р.);
- 428-ма автотранспортна рота;
- 384-та польова хлібопекарня;
- 649-й дивізійний ветеринарний лазарет;
- 976-та польова поштова станція;
- 860-та польова каса Держбанку.

## Вшанування пам'яті
05.05.1995 р. напередодні відзначення 50-річчя Перемоги над гітлерівською Німеччиною, на честь воїнів 297-ї стрілецької дивізії на будинку СПТУ-26 встановлена меморіальна дошка (30*55*2 см):
«У серпні 1941 р. в цьому будинку знаходився штаб 297 стрілецької дивізії 38 армії Південно-Західного Фронту котра обороняла місто. Командир — полковник І. О. Афанас'єв (прізвище викарбуване з помилкою, через апостроф — А. Г.). Комісар — Расщупкін, начальник штабу — майор Дмитрієв».
Матеріал — чорний габро. Закріплена чотирма металевими гвинтами.